# Eldbjørg Løwer

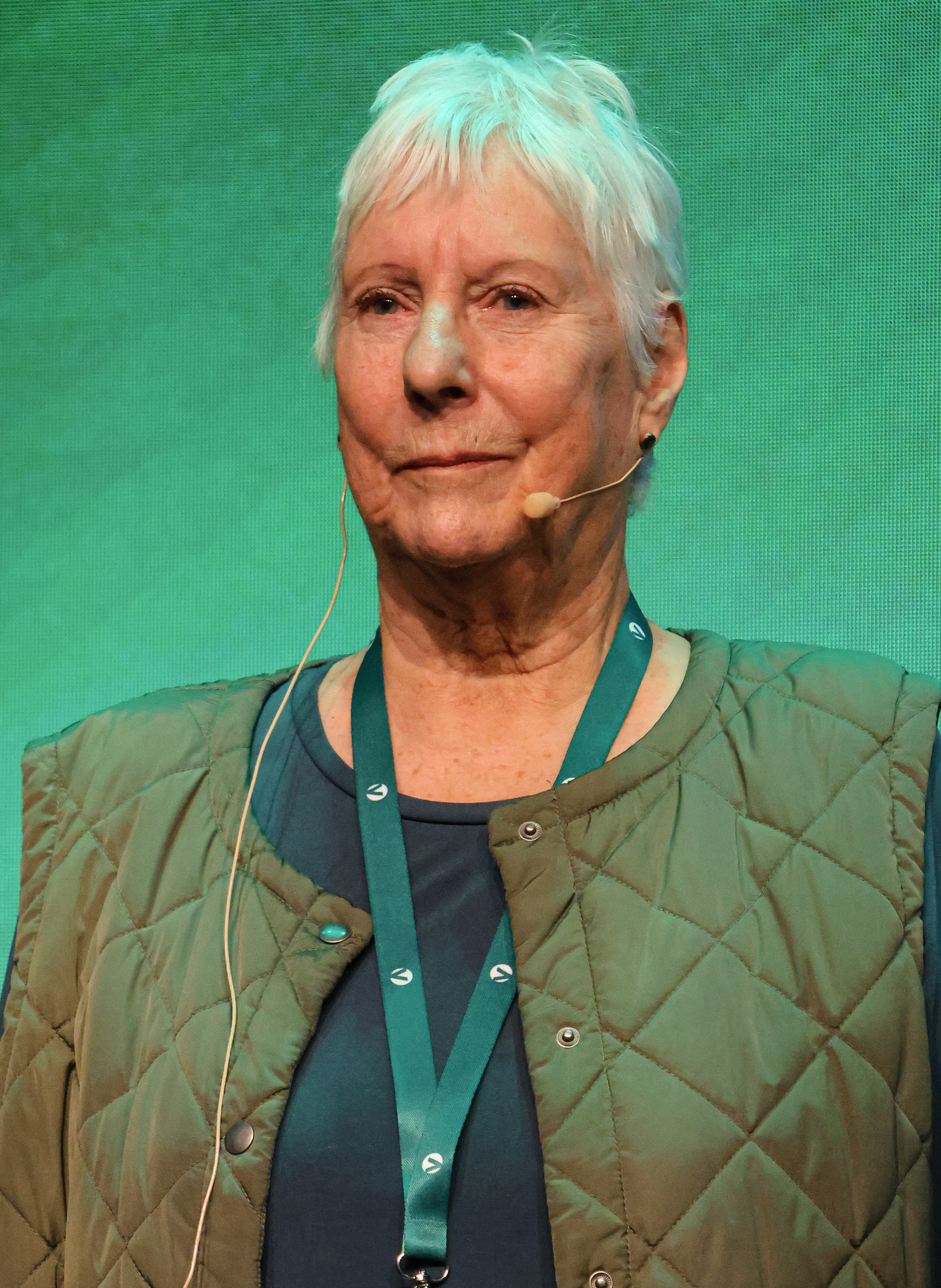
Eldbjørg Løwer, 2025

Eldbjørg Løwer (* 14. Juli 1943 in Ål) ist eine norwegische Politikerin der Venstre. 
Sie war zunächst Bürgermeisterin in Kongsberg (1984 bis 1988) und Direktorin der örtlichen Wirtschafts- und Handelskammer, nachdem sie von 1970 bis 1984 eine eigene Keramikwerkstatt hatte. 1981 bis 1985 hatte sie die Position der Vizevorsitzenden ihrer Partei inne. Von 1997 bis 1998 leitete sie als Ministerin das Arbeits- und Verwaltungsministerium. Von 1999 bis 2000 war sie Verteidigungsministerin Norwegens in der Nachfolge von Dag Jostein Fjærvoll. 